# 미마세촌
미마세촌(일본어: 御畳瀬村)은 일본 고치현 아가와군에 설치된 촌이다. 현재는 고치시 미마세 지역에 해당되며. 우편번호는 781-0261이다.
미마세 지역의 인구는 2020년 5월 1일 기준으로 316명이다.

## 참고 문헌
- 角川日本地名大辞典編纂委員会,『角川日本地名大辞典 39 高知県』1983, 角川書店